# Jason Fabok
Jason Fabok (né le 14 avril 1985) est un dessinateur de bande dessinée canadien. Il travaille principalement pour DC Comics, l'un des principaux éditeurs américains de bande dessinée, pour qui il a illustré de nombreux comic books de Batman et de la Ligue des Justiciers, et participé à une vingtaine de numéros de Detective Comics. 
Fabok a obtenu en juillet 2019 le prix Eisner de la meilleure histoire courte pour « The Talk of Saints », une histoire de Swamp Thing écrite par Tom King rendant hommage au style des créateurs de la série, Len Wein et Bernie Wrightson.

## Récompenses
- 2016 : Prix Inkwell « tout-en-un », pour son travail sur La Ligue des Justiciers en 2015[4]
- 2019 : Prix Eisner de la meilleure histoire courte pour « The Talk of Saints », dans Swamp Thing Winter Special  (avec Tom King)
- 2022 : Prix Joe-Shuster 2021 du meilleure dessinateur pour Batman: Three Jokers (en)[5]